# Operation Thunderbolt (Film)
Operation Thunderbolt (hebräisch מבצע יונתן, Mivtsa Yonatan) ist ein israelisches Filmdrama von Menahem Golan aus dem Jahr 1977. Es behandelt die Operation Entebbe.

## Handlung
Im Sommer 1976 wollen zahlreiche Passagiere, darunter neben Israelis auch US-Amerikaner, Franzosen und Deutsche, von Tel Aviv nach Paris fliegen. Flug 139 landet planmäßig in Athen zwischen, wobei unbemerkt Terroristen an Bord gelangen. Durch einen fingierten Stromausfall werden dabei keine Taschenkontrollen durchgeführt. Kurz nach dem Start gen Paris bringen deutsche und palästinensische Terroristen die Besatzung in ihre Gewalt. Anführer der Gruppe sind die Deutschen Wilfried Böse und Gabriele, die sich Halima nennt. Sie setzen Flugkapitän Michel Bacos davon in Kenntnis, das Böse von nun an das Kommando hat. Er gibt Anweisung, dass das Flugzeug einen neuen Kurs gen Südwest einschlägt. Ein Kopilot aktiviert das Signal, dass das Flugzeug entführt wurde.
In Israel sorgt das Signal für Hektik, der Entführung wird höchste Priorität eingeräumt. Erste Pressekonferenzen geben als Gebot der Stunde jedoch Abwarten ab, da niemand weiß, wo das Flugzeug landen wird. An Bord müssen die Passagiere unterdessen ihre Pässe abgeben. Eine schwangere Passagierin ritzt sich, sodass sie stark zu bluten beginnt. Bei einer ersten Zwischenlandung der Maschine in Bengasi wird die Frau einem Krankenwagen übergeben. Das Flugzeug hebt zur Bestürzung des israelischen Militärs jedoch erneut ab und beendet seinen Flug schließlich in Entebbe. Dies sorgt in Israel für Probleme, da man mit Uganda keine diplomatischen Beziehungen pflegt.
Wie in Libyen, wo den Entführern Grüße von Muammar al-Gaddafi ausgerichtet wurden, zeigt sich auch in Uganda, dass die Entführer einen guten Kontakt zu den Machthabern pflegen. Böse und Gabriele verstehen sich selbst als „Friedenskämpfer“. Unverständnis von Passagieren, dass Deutsche Israelis entführen, begegnen sie mit einer Ablehnung des deutschen Staates, der zerstört werden müsse. Ihr Ziel ist es, 43 Terroristen aus israelischen Gefängnissen freizupressen, wobei sie von Machthaber Idi Amin, der vor Ort erscheint, unterstützt werden. Sie setzen der israelischen Regierung eine Frist von 24 Stunden. In der Flughafenhalle von Entebbe trennen sie die israelischen Geiseln von den anderen, die freigelassen werden. Nur die französische Crew weigert sich, die Passagiere im Stich zu lassen, und verbleibt mit den Israelis im Flughafengebäude. Gen Israel machen die Entführer deutlich, dass sie nach Ende der Frist mit Erschießungen der Geiseln beginnen werden.
In Israel wächst der Druck, den Forderungen der Geiselnehmer nachzugeben. Öffentlich geht die Regierung daher auf die Forderungen der Geiselnehmer ein, was mehr Zeit bringt. Eine kleine Einheit unter Colonel Yonatan Netanyahu, genannt Yoni, plant unterdessen die Befreiung der Geiseln, wobei das Überraschungsmoment eine entscheidende Rolle spielen soll. Mit nur vier Militärmaschinen, die Wagen, die als offizielle ugandische Regierungswagen getarnt sind, sowie mehrere schnelle Jeeps transportieren, sollen die Geiseln nachts gerettet werden. Die Einheit plant den Angriff und übt die Abläufe, die so schnell wie möglich erfolgen müssen. In Entebbe wird unterdessen die alte Dora Bloch in ein Krankenhaus gebracht, nachdem sie durch verschlucktes Essen zu ersticken drohte.
Da die Frist für eine Freilassung der Terroristen nahe ist, fliegen die vier Militärmaschinen gen Entebbe, bevor die Mission durch die Regierung autorisiert wurde. Erst in der Luft erhalten sie die Einwilligung. In Entebbe gelingt es der Gruppe um Yoni, die Geiseln zu befreien. Neben den Geiselnehmern kommen dabei auch drei Geiseln ums Leben. Yoni wiederum wird von einem Wachturm aus von ugandischen Soldaten angeschossen und verstirbt auf dem Rückweg nach Tel Aviv. Dora Bloch bleibt im Krankenhaus in Uganda zurück. In Tel Aviv werden die Militärmaschinen von jubelnden Menschenmassen empfangen, wobei sich die Freude bei vielen mit der Trauer der wenigen, die Angehörige verloren haben, mischt. Yonis Freundin, der der Soldat vor seiner Abreise noch die Ehe versprochen hatte, wird von den Männern seiner Einheit tröstend in die Mitte genommen und vom Rollfeld geführt.

## Produktion

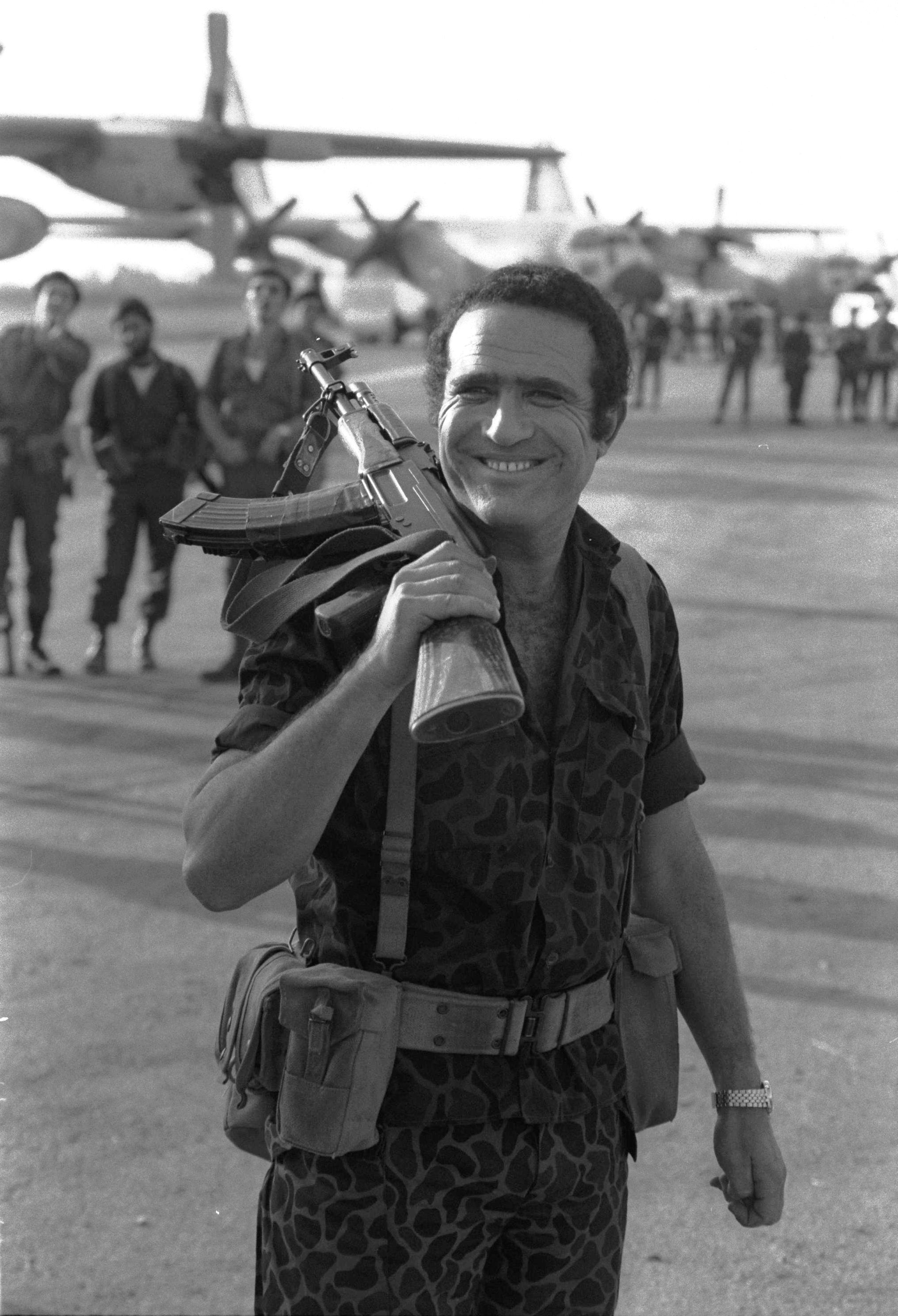
Yehoram Gaon als Yonatan Netanyahu 1976 am Set von Operation Thunderbolt

Operation Thunderbolt war eine von mehreren Verfilmung, die kurz nach der Operation Entebbe erschienen. Der Fernsehfilm Unternehmen Entebbe war bereits im Jahr der Entführung 1976 erschienen, ...die keine Gnade kennen folgte im Januar 1977 ebenfalls im Fernsehen. Operation Thunderbolt war schließlich der erste Kinofilm über die Geiselbefreiung. Wie in den früheren Filmen wurde auch im Kinofilm die Rolle des Wilfried Böse von einem deutschsprachigen Schauspieler übernommen, so war nach Helmut Berger (1976) und Horst Buchholz (1977, TV) nun Klaus Kinski als Böse zu sehen. Eine Besonderheit des Films war, dass neben Familienmitgliedern der Geiseln auch zahlreiche Entscheidungsträger wie Shimon Peres, Jigal Allon, Moshe Dayan und Jitzchak Rabin selbst im Film auftreten. Im Film bleibt das Schicksal von Dora Bloch offen, da zu der Zeit noch nicht bekannt war, dass sie durch Idi Amins Truppen aus Rache ermordet wurde.
Der Film wurde in bzw. bei Eilat (Szenen in Entebbe), Tel Aviv (Flughafen Ben Gurion) und Jerusalem (Knesset-Szenen) gedreht. Er kam 1977 in die israelischen Kinos. In Deutschland war er erstmals am 21. Mai 1987 auf Sat.1 zu sehen.

## Kritik
Für das Lexikon des internationalen Films war Operation Thunderbolt „zu sehr von einer einseitigen Ideologie geprägt, um ein annähernd authentisches Bild liefern zu können. Die bloße Heroisierung der Kommandoaktionen verstellt den Blick auf die eigentlichen Probleme des Nahost-Konflikts.“

## Auszeichnungen
Operation Thunderbolt wurde 1978 für einen Oscar als Bester fremdsprachiger Film nominiert.

## DVD
Der Film wurde 2019 unter dem Titel 'Operation Entebbe' in Deutschland auf DVD veröffentlicht.